# Совјетске депортације из Литваније
Совјетске депортације из Литваније биле су серија од 35  масовних депортација извршених у Литванији, земљи која је била окупирана као саставна социјалистичка република Совјетског Савеза, 1941. и 1945–1952. Најмање 130 000 људи, од чега 70% жена и деце, насилно је превезено у радне логоре и друга присилна насеља у удаљеним деловима Совјетског Савеза, посебно у Иркутској области и Краснојарској крајини. Међу депортованим било је око 4.500 Пољака. Ове депортације не укључују литванске партизане или политичке затворенике (приближно 150.000 људи) депортоване у Гулаге (затворски логори). Депортације цивила имале су двоструку сврху: сузбијање отпора политици совјетизације у Литванији и обезбеђивање бесплатне радне снаге у слабо насељеним областима Совјетског Савеза. Отприлике 28.000 депортованих Литванаца умрло је у егзилу због лоших животних услова. После Стаљинове смрти 1953. депортовани су полако и постепено пуштани. Последњи депортовани пуштени су тек 1963. Око 60.000 успело је да се врати у Литванију, док је 30.000 забрањено да се врати у домовину. Слична депортација догодила се у Летонији, Естонији и другим деловима Совјетског Савеза (види совјетске депортације из Естоније и премештање становништва у Совјетски Савез). Литванија обележава годишњи Дан жалости и наде 14. јуна у знак сећања на депортоване.

## Историјска позадина
У августу 1939. године, нацистичка Немачка и Совјетски Савез потписали су Молотов-Рибентроп пакт којим су источну Европу поделили на сфере утицаја. Балтичке државе (Литванија, Летонија и Естонија) постале су део руске сфере. Совјетски Савез је започео припреме за окупацију и инкорпорацију ових територија. Прво, наметнула је уговоре о узајамној помоћи којима су се балтичке државе договориле да на својој територији дозволе војне базе за совјетске војнике. Даљи кораци су одложени због Зимског рата са Финском. До пролећа 1940. године рат је завршен и Совјетски Савез је почео да оптужује Балтичке земљњ за антисовјетску заверу. Литванија је совјетски ултиматум добила 14. јуна 1940. Два дана касније уследили су готово идентични ултиматуми Летонији и Естонији. Совјетски Савез је тражио да се дозволи неограниченом броју совјетских трупа да уђу на државну територију и да формирају про-совјетску владу. Совјети су следили полууставне поступке док су присилно трансформисали независне балтичке државе у совјетске социјалистичке републике. Они су формирали просовјетске народне владе и одржавали изборе pro formae за народне парламенте. Анексија Литванске, Летонске и Естонске ССР, завршена је 6. августа 1940.
Совјети су преузели контролу над политичким, економским и културним животом у три државе. Брзо су спровели разне политике совјетизације: национализација приватних предузећа, земљишна реформа у припреми за колективизацију, сузбијање политичких, културних и верских организација. Економски живот је поремећен, а животни стандард смањен. Политички активисти и други људи означени као „непријатељи народа“ ухапшени су и затворени. У јуну 1941. током прве депортације депортовано је око 17.000 Литванаца. Даље репресије спречене су нацистичком инвазијом на Совјетски Савез. За недељу дана Литванија је била под нацистичким режимом. У почетку су Немци дочекивани као ослободиоци од угњетачке совјетске власти. Чак и када су се Литванци разочарали у нацистички режим и организовали отпор, нарочито Врховни комитет за ослобођење Литваније, Совјетски Савез је остао „Јавни непријатељ број један“.
Нацистичка Немачка је 1944. године губила рат, а совјетска Русија је стабилно напредовала. Јула 1944. године Црвена армија је стигла до литванских граница у оквиру операције Багратион. Већи део литванске територије заузет је током балтичке офанзиве. Последња битка у Клаипеди завршила се у јануару 1945. Предвиђајући повратак совјетског терора, око 70 000 Литванаца повукло се у Немачку испред Црвене армије која је напредовала. Углавном су то били политички и културни активисти, уметници и научници, образованији и имућнији. Провевши прве послератне године као расељена лица, на крају су се настанили у другим државама, најчешће Сједињеним Државама, формирајући културно активну литванску дијаспору. Они који су остали у Литванији регрутовани су у војску (око 80.000 војника). Мушкарци су избегли регрутацију придруживши се литванским партизанима, оружаним антисовјетским отпором. Оружани отпор инспирисао је грађанску и политичку непослушност, на шта су Совјети одговарали прогонима: масакрима, егзекуцијама, хапшењима, депортацијама итд.

## Начини депортације
Додатни војници, опрема и возила би били доведени да спроведу депортацију. Међутим, депортације су држане у строгој тајности. Јуозас Барташиунас је имао један јавни налог у фебруару 1946. Наоружане групе војника окружиле би циљану кућу усред ноћи. Ноћу је било вероватније да ће се сви наћи код куће и лакше је било спровести операцију у тишини без узнемиривања осталих становника. Свима унутра, укључујући новорођенчад и старије особе, наређивано је да спакују храну и друге потрепштине (тачан списак онога што се треба или може узети варирао је између депортација и зависио од великодушности војника). Ако би неко покушао да се одупре или побегне, био би упуцан или претучен. Често би се породице раздвајале, а било је случајева када су се родитељи, деца или супружници добровољно пријавили на железничку станицу да би били депортовани са заробљеним рођацима. Возови су често користили сточна кола без икаквих погодности. Путовање је често трајало недељама, ако не и месецима. Услови су били нехигијенски, путницима је често недостајало хране и воде. Возови су често пријављивали смрт, нарочито међу децом и старијим особама, пре него што стигну на одредиште. У једном случају, воз са протераним особама искочио је из шина, усмртивши 19 и ранивши 57 људи. Иако су званична упутства (на пример Упутства Серов из 1941) често прописивала благи третман депортованих, у стварности су заробљени људи били подвргавани злостављању и пљачкано им је оно мало ствари које су смели спаковати.

## Депортaције

### Прва депортација 1941.
Совјети су пажљиво испланирали прву масовну депортацију. Већ крајем лета 1940. високи совјетски званичници почели су да наговештавају планирана масовна хапшења и депортације. НКВД је започео регистрацију и праћење свих „антисовјетских елемената“, тј. људи за које се проценило да гаје антисовјетске ставове искључиво на основу њиховог социјалног положаја, политичке припадности, верских уверења, итд. Посебно је циљао полицајце, чланове Литванског националистичког савеза, Савез литванских пушака, разне католичке организације. Укупно је НКВД проценио да треба да региструје 320.000 људи или око 15% литванског становништва, што је са члановима породица чинило око половине становништва. Припремајући се за депортацију, НКВД је саставио спискове људи који ће бити депортовани током прве кампање, идентификовао је њихово инкриминишуће порекло, пронашао чланове њихових породица и лоцирао њихово тренутно пребивалиште. Листа је била отворена и стално се мењала. На пример, извештај од 13. маја 1941. године идентификовао је 19.610 људи које би требало ухапсити и депортовати у затвореничке логоре и 2.954 људи (углавном чланова породица ухапшених) који би требало да буду депортовани у радне логоре. Месец дана касније, бројеви су се променили на 8.598 ухапшених и 13.654 депортованих чланова породице што јасно указује на политику уклањања читавих антисовјетских породица.
Операција је започела током петка увече 13. јуна, а извеле су је трупе НКВД-а и НКГБ-а из Русије, Украјине и Белорусије. Иван Серов издао је упутства, позната као Серовска упутства, у којима се детаљно наводи како депортоване особе треба задржати и превести у возове. У упутствима се наглашавало да депортације треба изводити што је могуће потајно како би се смањила паника и отпор. Свака четворочлана извршна група добила је задатак да депортује две породице. Према званичним упутствима, свака породица је могла да узме до 100 килограма хране, одеће, обуће и других потрепштина, али сведоци су сведочили да се ова упутства често нису поштовала. Многе породице су остале неспремне за путовање или живот на одредишту. Према званичним упутствима, које су потписали Мечисловас Гедвилас и Ицикас Мескупас, имовина коју су оставили депортовани требало је да се подели на личну имовину (одећа, постељина, намештај, посуђе) и другу (уметност, инвестиције, трговински инвентар, некретнине, домаће животиње, пољопривредни алати и машине). Лична имовина требало је да буде пренесена представнику депортованог који би продао имовину и новац би пренео првобитним власницима. Остала имовина требало је да буде заплењена и продата или коришћена од стране локалних совјетских званичника. Ова упутства нису испоштована и људи су пријављивали распрострањену пљачку остављене имовине.
Депортације су се наставиле, али 16. јуна пребројано је да Совјетима и даље недостаје око 1.400 људи са њихове листе. Да би испунили своје квоте, совјетски званичници су 16. и 18. јуна на брзину ухапсили још 2.000 људи. Возови са депортираним особама окупили су се у Наујоји Вилнији, где су мушкарци (користећи разне изговоре да им треба додатна инспекција, испитивање или папирологија) одвојени од породице и укрцани у возове који су ишли према затворским логорима. Укупно је било 17 возова; иселили су се 19. јуна и стигли на одредишта између 30. јуна и 9. јула. У званичном извештају НКВД-а, припремљеном 19. јуна, било је 17.485 депортованих, али званична статистика била је непотпуна и збуњујућа. Литвански Центар за истраживање геноцида и отпора открио је и објавио судбину 16.246 депортованих.

### Прве послератне депортације
До 1944. године нацистичка Немачка се повлачила дуж Источног фронта, а совјетске снаге су стигле на територију Литваније до средине 1944. У октобру 1944. совјетски званичници, укључујући Сергеја Круглова који је имао искуства са депортацијом Чечена и Ингуша, почели су да шире идеје о депортацији породица „бандита“ - мушкараца који су избегавали регрутацију у Црвену армију и придружили се литванским партизанима. Међутим, такве мере нису биле практичне у време рата. Уместо тога, извршене су припреме за депортацију свих литванских Немаца, њихових породица и даљих рођака. Воз са 1.000 људи кренуо је из Каунаса 3. маја, а на одредиште је стигао тек у јуну. Депортовани су обезбедили бесплатну радну снагу на плантажама памука у долини реке Вахш. Због посебно лоших животних услова, у прве две године умрло је око 580 депортованих.
По завршетку Другог светског рата, Михаил Суслов, председник Бироа за литванске послове Централног комитета Комунистичке партије Совјетског Савеза, одобрио је одлуку о депортацији 50–60 породица из сваког округа. Лаврентиј Берија је одобрио план и послао Богдана Захаровича Кобулова и Аркадија Аполонова да помогну. Кампања је била усмерена на литванске породице „бандита“ и усклађена је са понудом „легализације“ партизанима: ако се предају, њихове породице неће бити повређене. Међутим, таква обећања нису одржана, а спискови легализованих партизана коришћени су као основа за спискове депортованих. Током месеца и по дана депортовано је преко 6.000 људи. Већини тих породица већ је била одузета имовина, па су званична совјетска упутства да породица може узети до 1.500 килограма имовине често била бескорисна. Поред трупа НКВД-а, за помоћне задатке коришћени су и батаљони за уништавање.
Од 1946. до почетка 1948. цивилне депортације биле су релативно мале. Главни метод угњетавања била су појединачна хапшења „народних непријатеља“ и каснија масовна депортација затвореника. Депортације су циљале литванске партизане и њихову подршку, али су такође укључивале кулаке (литвански: буоже) и буржоазију.

### ОперацијеВеснаиПрибои
Две највеће депортације извршене су у мају 1948. (кодно име Весна - пролеће) и у марту 1949. (кодно име Прибои - приобални сурф) када је депортовано око 70.000 људи. Депортације је наредио Савет министара Совјетског Савеза. Операција Прибои изведена је истовремено у Литванској, Летонској и Естонској ССР. Операција Весна погодила је само Литванију (вероватно зато што је покрет отпора био најјачи у Литванији). Званично, овај нови талас терора наставио је да циља породице и присталице бораца отпора. Међутим, требало је сломити отпор колективизацији, која је захтевала да сељаци своју земљу, стоку и пољопривредну опрему дају колхозу (колективној фарми). Тада би фармер радио за колективну фарму и добијао би део производа и добити фарме према броју радних дана. Веома мали број фармера се добровољно придружио процесу, јер би то значило напуштање приватног власништва због система који се често упоређује са кметством.
| Година | Колхоз | Домаћинства | Напредак | Плата |
| ------ | ------ | ----------- | -------- | ----- |
| 1948.  | 20     | 300         | 0,08%    | 5,6   |
| 1949.  | 614    | 15.200      | 3,9%     | 3,9   |
| 1950.  | 6.032  | 229.300     | 60,5%    | 2,1   |
| 1951.  | 4.471  | 326.100     | 89,1%    | 1,4   |
| 1952.  | 2.938  | 342.600     | 94,1%    | 1,7   |
| 1953.  | 2.628  | 359.600     | 98,8%    | 1,1   |

Како су људи били сведоци претходних депортација и знали знакове упозорења (нпр. долазак свежих трупа и транспортних возила), многи становници су покушали да се сакрију. У Литванији је, према званичним совјетским евиденцијама, око 13.700 избегло заробљавање. Стога су власти организовале накнадну депортацију у априлу 1949. године. Пронађено је око 3.000 људи. Означени су као посебно опасни, третирани као затвореници и послати у руднике злата у Бодају.

### Операција Осен и последње депортације
Чинило се да су депортације 1947–1948 постигле своје циљеве: 1949. године налет колективизације и даље слабљење оружаног отпора. Међутим, темпо колективизације у Литванији још увек није био тако брз као у Летонији или Естонији, где је 93% и 80% фарми колективизовано до краја 1949. године. Због тога се у октобру 1951. године догодила додатна велика депортација (кодно име Осен - јесен). Посебно је циљао кулаке и оне који се нису придружили колективним фармама.

## Живот у егзилу

### Услови живота
Животни услови су се веома разликовали и зависили су од географског положаја присилног насеља, локалних услова и врсте посла који су депортовани обављали. Чак су и званични извештаји признали недостатак одговарајућег смештаја; на пример, извештај са Игарке описује бараке са крововима који прокишњавају и без прозора, кревета или постељине. Већина депортованих из Литваније била је запослена у индустрији сече дрвета и дрвне индустрије. Депортовани нису могли да напусте место свог насеља или да промене посао; њихове депортације нису имале датум истека и биле су доживотне. Они који су покушали да побегну или „избегну посао“ послати су у затвореничке логоре. Између 1945. и 1948. године, 1722 Литванца су покушали да побегну; до 1949. ухваћено је 1070 1948. године строжи прописи које је усвојио Врховни совет Совјетског Савеза предвиђали су 20 година затвора за оне који су побегли и 5 година за оне који су помагали бегунцима. Деца рођена у емиграцији класификована су као депортована и подвргнута су истом третману као и њихови родитељи, уз неке изузетке за мешовите (депортоване и недепортоване) породице.

Због лоших животних услова, захтевног физичког рада, недостатка хране и медицинске неге, стопе смртности биле су високе, посебно међу младима и старијима. На основу непотпуних и нетачних евиденција које су водиле МВД и МГБ, Арвидас Анушаускас је проценио да је око 16500 и 3500 Литванаца умрло у периоду 1945–1952 и 1953–1958; овај број не укључује 8000 смртних случајева међу депортиранима 1941. Тако би укупан број умрлих Литванаца могао бити око 28.000. Деца су чинила око четвртине укупних жртава.
- Пример становања депортованог у арктичким регионима Сибира.
- Литванска кућа депортираних на Колими (1958).
- Политички затвореници славе Ускрс на Колими (1955).
- Литвански депортирани славе Божић 1957. године.
- Кошаркашки тим литванских политичких затвореника у Воркутлагу (1954).
- Домаћи олтар Јустинаса Заксаса.
- Литвански депортирани ваде смолу у близини Иркутска (1956).
- Литвански депортирани у Инти гурају колица трупаца у рудник (1956).
- Двојица литванских политичких затвореника спремних да уђу у један од рудника угља у Инталагу 1955. године.
- Литвански политички затвореник Онуте Милушаускаите (ухапшена 1945. као гласник литванских партизана) крај гроба њене ћерке у Уст-Омчугу.

### Ослобађање и повратак
Стаљинову смрт 1953. године пратили су Хрушчов одмрзавање и кампања дестаљинизације, која је била постепено ослобађање депортованих и затвореника. У јулу 1954. депортована деца млађа од 16 година уклоњена су са списка депортованих, а казна за бекство смањена је са 20 на 3 године затвора. Ослобађање Литванаца било је споро. Када је 1954. године најављена амнестија за људе старије од 55–60 година, особе са инвалидитетом или неизлечиво болесне, посебна одредба искључила је Литванце или чланове Организације украјинских националиста због питања „јавне безбедности“. У Литванији, досијеи депортованих полако су прегледавани од случаја до случаја од стране Врховног совјета Литванске ССР. Совјетски апаратчици сматрали су депортиране претњом, посебно када су желели да захтевају своју имовину одузету у време депортације. Литванцима су одобравали пуштање само у ограниченим околностима ако су утврдили неке неправилности или кршења.
| Година | Депортовани 1944-1952. | Депортовани 1941. |
| ------ | ---------------------- | ----------------- |
| 1955.  | 75,185                 | ?                 |
| 1956.  | 72,777                 | 4,682             |
| 1957.  | 59,663                 | 3,127             |
| 1958   | 35,741                 | 1,878             |
| 1959   | 4,907                  | 279               |

Врховни совјет Совјетског Савеза је 1956. и 1957. одобрио пуштање већих група депортованих, укључујући Литванце. Депортирани су се почели враћати у великом броју стварајући потешкоће локалним комунистима - депортирани су тражили повратак одузете имовине, углавном су сматрани непоузданим и захтевали су посебан надзор. Совјетски литвански званичници, укључујући Антанаса Сниечкуса, израдили су локалне административне мере којима забрањују повратак депортованих и поднели су молбу Москви да одобри националну политику у том смислу. У мају 1958. Совјетски Савез је ревидирао своју политику у погледу преосталих депортованих: сви који нису били повезани са литванским партизанима су пуштени, али без права на повратак у Литванију. Последњи Литванци - партизански рођаци и партизани - ослобођени су тек 1960. односно 1963. године. Већина депортованих пуштена је у мају 1958. године, а касније се никада нису вратили у Литванију.
Око 60.000 депортованих вратило се у Литванију. Међутим, суочили су се са даљим потешкоћама: странци су им имовину дуго пљачкали и делили, суочили су се са дискриминацијом због посла и социјалним гаранцијама, њиховој деци је ускраћено високо образовање. Бивши депортовани, припадници отпора и њихова деца нису смели да се интегришу у друштво. То је створило сталну групу људи која се противила режиму и наставила ненасилни отпор.

## Утицај и процене
Депортације цивилног становништва без упозорења, суђења или очигледног разлога биле су једна од најозбиљнијих притужби на совјетски режим. Када је, за време гласности коју је увео Горбачов, Литванцима дозвољена већа слобода говора, поштовање успомене на депортоване био је један од њихових првих захтева. Такви захтеви су постављени током првог јавног антисовјетског скупа који је Литванска лига слободе организовала 23. августа 1987.
Неки Литванци верују да депортованим особама треба платити накнаду за њихов ропски рад на сличан начин као што је Немачка платила одштету присилним радницима у нацистичкој Немачкој.